# برب ذهبي
البَرب الذَّهبي (بالإنجليزية: Golden barb) ، (باللاتينية: Puntius gelius) هي سمكة زينة من فصيلة الشبوطيات. تسبح دائما أسرابًا، كما أنها مسالمة. تفضل السمكة الأحواض كثيفة الزرع وتعيش في قاع الحوض وتقتات منه، كما تضع البيض طليقا، وتكاثرها غير صعب، والانثى أكبر حجما من الذكر.